# Fazekas Ferenc (püspök)
Fazekas Ferenc (Óbecse, 1958. szeptember 29. –) szerbiai katolikus pap, szabadkai püspök.

## Pályafutása
Általános iskolai tanulmányait az óbecsei Petőfi Sándor Általános Iskolában végezte 1965 és 1973 között. Gimnáziumi tanulmányait a Szabadkai Egyházmegye kisszemináriumában, a Paulinumban végezte 1973 és 1977 között. Teológiai tanulmányait Zágrábban végezte 1977 és 1984 között. 1984. június 29-én szentelték pappá, Szabadkán.
Káplán volt 1984 és 1986 között a zombori Szentháromság Plébánián. 1986-től plébániai kormányzó Bajsán egészen 1988-ig. A bajsai évek alatt kisegítő plébánoshelyettes Topolyán. 1988.09.01-től 1993.12.15-ig plébániai kormányzó Gomboson és Militicsen. 1993.12.15-től 1994.10.20-ig plébános Gomboson. 1994.10.20-tól 1998.10.10-ig plébános a zentai Szt. Ferenc plébánián. 1998.10.10-től plébános Topolyán. 2001.10.15-től a Karitász Bizottság tagja. 2005.08.18-tól a topolyai Jézus Szíve vikária kormányzója. 2021-ben a szabadkai Szent György plébánia plébános. 2022-től az egyházmegyei kormányzója.

### Püspöki pályafutása
Ferenc pápa 2023. október 7-én nevezte ki a szabadkai egyházmegye élére. Püspökszentelése a szabadkai székesegyházban volt 2023. november 11-én. A főszentelő Kutleša Dražen zágrábi érsek, metropolita, a Horvát Püspöki Konferencia elnöke, társszentelői pedig Bábel Balázs kalocsa-kecskeméti érsek, metropolita, valamint Košić Vlado sziszeki püspök voltak.